# Kaspar Friedrich von Knobelsdorff
Kaspar Friedrich von Knobelsdorff (* 2. Januar 1694 in Gleissen; † 18. November 1748 in Nimptsch) war ein preußischer Oberst der Infanterie und Chef des Garnisonregiments Nr. 8.

## Leben

### Herkunft
Seine Eltern waren Christoph Siegmund von Knobelsdorff, Herr auf Klein-Heinersdorf bei Schwiebus, und dessen Ehefrau Ursula Susanne, geborene von Waldow aus dem Haus Gleissen.

### Militärkarriere
Knobelsdorff wurde im Spanischen Erbfolgekrieg schwer verwundet und soll 1709 bei Malplaquet der einzige Offizier seiner Kompanie gewesen sein, der mit sechs Soldaten übrig geblieben ist. Zunächst im Regiment Nr. 25, gehörte er von 1730 bis 1740 dem Eisenach’schen Regiment an seit 1740 mit diesem wieder in preußischen Diensten. Sein Porträt um 1730 zeigt ihn mit vernarbtem Gesicht.
Er erhielt den Orden De la Générosité durch König Friedrich Wilhelm I. und am 31. Mai 1740 den Orden Pour le Mérite durch König Friedrich II.
Er soll 1746 in Glatz mit der Flucht des Friedrich Freiherrn von der Trenck zu tun gehabt haben (Leutnant von Schell, der mit Trenck floh, im Regimentsbericht vom 26. Dezember 1746).

### Familie
Knobelsdorff war kinderlos verheiratet mit Margarete Klauer zu Wohra. Sie starb 1761 in Frankfurt am Main.